# ヒュー・サイム
ヒュー・サイム（Hugh Syme, 1953年 - ）は、カナダ出身のグラフィックデザイナー、アートディレクター、キーボーディスト。
同国を代表するグラフィック・アーティストであり、特にロックバンド・ラッシュの作品を数多く手掛けた。

## 経歴
1970年代、カナダのミュージシャンであるイアン・トーマスのバンドでキーボードをプレイしながら、アートディレクターを兼業していた。
1975年、当時新鋭ロックバンドだったラッシュのアルバムを手掛け、カバーアートが評判となった。その後も担当を継続し、ラッシュの躍進と共に自身の評価も高まった。
1978年以降、サイムの作品はジュノー賞のアルバム・グラフィックス（デザイン）部門でノミネートの常連になり、1982年に初受賞、以後も複数回受賞している。
以降、数々のアルバム・アートディレクターを務め、ミリオンセラーとなる作品を多数輩出した。
キーボーディストとしては、1980年代初頭まで現役を続けた。2000年代に入り、再びキーボードプレイヤーとしてセッション参加（客演）を再開している。

## 特徴
ラッシュのほぼ全アルバムにおいてカバーアートを担当している。サイムのアートデザインは、写真やイラストなどで画像処理を駆使した、奇抜でインパクトのある情景やセピア調な世界観、シンボリックなロゴマークなどが特徴である。同じ傾向のヒプノシスとよく比較される。
好みのグラフィック・アーティストは、フィル・トラヴァーズ（代表作ムーディー・ブルース）、ロジャー・ディーン（代表作イエス）、ヒプノシス（代表作ピンク・フロイド）などを挙げている。

## カバーアート提供作品一覧

### ラッシュ
- 『鋼の抱擁』（1975年）
- 『西暦2112年』（1976年）
- 『ラッシュ・ライヴ・世界を翔けるロック』（1976年）
- 『フェアウェル・トゥ・キングス』（1977年）
- 『神々の戦い』（1978年）
- 『Archives』（1978年）
- 『パーマネント・ウェイヴス』（1980年）
- 『ムーヴィング・ピクチャーズ』（1981年）
- 『ラッシュ・ライヴ〜神話大全』（1981年）
- 『シグナルズ』（1982年）
- 『グレイス・アンダー・プレッシャー』（1984年）
- 『パワー・ウィンドウズ』（1985年）
- 『ホールド・ユア・ファイア』（1987年）
- 『プレスト』（1989年）
- 『ラッシュ・ライヴ〜新約・神話大全』（1989年）
- 『クロニクルス』（1990年）
- 『ロール・ザ・ボーンズ』（1991年）
- 『カウンターパーツ』（1993年）
- 『テスト・フォー・エコー』（1996年）
- 『ベスト・オブ・ラッシュ1 1974-1980』（1997年）
- 『ベスト・オブ・ラッシュ2 1981-1987』（1997年）
- 『ディファレント・ステージズ・ライヴ』（1998年）
- 『ヴェイパー・トレイルズ』（2002年）
- 『ラッシュ・イン・リオ』（2003年）
- 『ザ・スピリット・オブ・レイディオ〜グレイテスト・ヒッツ 1974-1987』（2003年）
- 『フィードバック』（2004年）
- 『ルート30』（2005年）
- 『Gold』（2006年）
- 『Rush Replay X 3』（2006年）
- 『スネークス・アンド・アローズ』（2007年）
- 『スネークス・アンド・アローズ・ライヴ』（2008年）
- 『ベスト・オブ・ラッシュ3 1989-2008』（2009年）
- 『Grace Under Pressure Tour』（2009年）
- 『Icon』（2010年）
- 『Icon 2』（2011年）
- 『Time Machine 2011: Live in Cleveland』（2011年）
- 『クロックワーク・エンジェルズ』（2012年）
- 『クロックワーク・エンジェルズ・ツアー』（2013年）
- 『R40』映像Box Set（2014年）
- 『R40 Live』（2015年）
- 『Cygnus X-1』（2017年）

### その他
エアロスミス
- 『ゲット・ア・グリップ』（1993年）

Alias
- 『Alias』（1990年）

アリス・クーパー
- 『フィストフル・オブ・アリス（英語版）』（1997年）

オールマン・ブラザーズ・バンド
- 『ヒッティン・ザ・ノート』（2003年）

Altered State
- 『Dos』（1993年）

アリーナ
- 『The Visitor』（1998年）
- 『Immortal?』（2000年）

Babylon A.D.
- 『Babylon A.D.』（1989年）

The Bacon Brothers
- 『Can't Complain』（2001年）

バッド・イングリッシュ
- 『Bad English』（1989年）
- 『Backlash』（1991年）

バッド・ムーン・ライジング
- 『Full Moon Collection』（2005年）

ザ・バンド
- 『Jericho』（1993年）
- 『High on the Hog』（1996年）

Betrayer
- 『Betrayer』（2012年）

Billy Jonas
- 『Get Real』（2004年）

Billy Thorpe
- 『Children of the Sun... Revisited』（1987年）

Black 'n Blue
- 『In Heat』（1988年）

The Blushing Brides
- 『Unveiled』（1982年）

Bob Mover
- 『It Amazes Me』（2008年）

Bonfire
- 『Point Blank』（1989年）

ボン・ジョヴィ
- 『ニュージャージー』（1988年）

The Boomers
- 『What We Do』（1991年）
- 『The Art of Living』（1993年）
- 『25 Thousand Days』（1996年）
- 『Midway』（2002年）

Brighton Rock
- 『Take a Deep Breath』（1988年）

BulletBoys
- 『Za-Za』（1993年）

Byron Nemeth Group
- 『The Force Within』（2007年）

Carrie Newcomer
- 『Age of Possibility』（2000年）
- 『The Gathering of Spirits』（2002年）
- 『Betty's Diner: The Best of Carrie Newcomer』（2004年）
- 『Regulars and Refugees』（2005年）
- 『Before & After』（2010年）
- 『Live At The Buskirk-Chumley Theater With Friends』（2017年）

セリーヌ・ディオン
- 『ユニゾン』（1990年）
- 『Live à Paris』（1996年）

シャルロット・チャーチ
- 『Charlotte Church』（1999年）
- 『The Charlotte Church Show』（2007年）

Colortone
- 『Colortone』（1988年）

コントラバンド
- 『Contraband』（1991年）

カヴァーデイル・ペイジ
- 『Coverdale and Page』（1993年）

ダム・ザ・マシーン
- 『Damn the Machine』（1993年）

Dan Hill
- 『Dance of Love』（1991年）

デイヴ・エドモンズ
- 『Plugged In』（1994年）

Deana Carter
- 『Father Christmas』（2001年）

ディープ・ブルー・サムシング
- 『Deep Blue Something』（2001年）

デフ・レパード
- 『Retro Active』（1993年）

Dream Patrol
- 『Phoning the Czar』（1988年）

ドリーム・シアター
- 『オクタヴァリウム』（2005年）
- 『システマティック・ケイオス』（2007年）
- 『グレイテスト・ヒット+21ソングス』（2008年）
- 『Chaos in Motion 2007–2008』（2008年）
- 『ブラック・クラウズ・アンド・シルヴァー・ライニングズ』（2009年）
- 『ア・ドラマティック・ターン・オブ・イベンツ』（2011年）
- 『ドリーム・シアター』（2013年）
- 『Happy Holidays From Dream Theater』（2013年）
- 『Live At Luna Park』（2013年）
- 『ディスタンス・オーヴァー・タイム』（2019年）
- 『Distant Memories - Live In London』（2020年）

アース・ウィンド・アンド・ファイアー
- 『Greatest Hits Live』（1996年）
- 『In the Name of Love』（1997年）

Electric Boys
- 『Groovus Maximus』（1992年）

Every Mother's Nightmare
- 『Wake Up Screaming』（1993年）

Extol
- 『Synergy』（2003年）

Eyes
- 『Eyes』（1986年）

フェイツ・ウォーニング
- 『Perfect Symmetry』（1989年）
- 『Parallels』（1991年）
- 『Inside Out』（1994年）

Flying Colors
- 『Second Nature』（2014年）

Flying Machines
- 『Flying Machines』（2009年）

グレイト・ホワイト
- 『Hooked』（1991年）

Gowan
- 『Gowan』（1982年）

Grönholm
- 『Eyewitness of Life』（2010年）

Honeymoon Suite
- 『The Big Prize』（1986年）

Harlequin
- 『One False Move』（1982年）

Heather Myles
- 『Sweet Talk and Good Lies』（2002年）

Heaven And Earth
- 『Fantasy』（1979年）

Henry Lee Summer
- 『Smoke and Mirrors』（1999年）

Helix
- 『It's a Business Doing Pleasure』（1993年）

Hilario Durán
- 『Contumbao』（2017年）

House of Lords
- 『Demons Down』（1992年）

ハリケーン
- 『Slave to the Thrill』（1990年）

Ian Thomas Band
- 『Delights』（1975年）
- 『Calabash』（1976年）
- 『Glider』（1979年）
- 『Levity』（1988年）
- 『Riders on Dark Horses』（1984年）
- 『A Life In Song』（2016年）

インペリテリ
- 『Grin and Bear It』（1992年）

アイアン・メイデン
- 『X ファクター』（1995年）

ジェフ・ヒーリー・バンド
- 『Feel This』（1992年）

Jennie Devoe
- 『Does She Walk on Water』（2001年）

Josh Taerk
- 『Josh』（2014年）

カーマカニック
- 『DOT』（2016年）

Kick Axe
- 『Welcome to the Club』（1985年）

Kik Tracee
- 『No Rules』（1991年）

Kim Mitchell
- 『Shakin' Like a Human Being』（1986年）
- 『Rockland』（1989年）

キングダム・カム
- 『Kingdom Come』（1988年）
- 『In Your Face』（1989年）

The Kings
- 『The Kings Are Here..and More』（1999年）

キッス
- 『Revenge』（1992年）

Kix
- 『Hot Wire』（1991年）

Krista Detor
- 『Cover Their Eyes』（2007年）
- 『Chocolate Paper Suites』（2010年）

クラトゥ
- 『サー・アーミー・スーツ』（1978年）

Lee Aaron
- 『Call of the Wild』（1986年）

リリアン・アクス
- 『Lillian Axe』（1988年）

Mae Moore
- 『Oceanview Motel』（1990年）

マグナム
- 『Goodnight L.A.』（1990年）

Max Webster
- 『High Class in Borrowed Shoes』（1977年）
- 『Mutiny Up My Sleeve』（1978年）
- 『Live Magnetic Air』（1979年）

マッコリー・シェンカー・グループ
- 『Perfect Timing』（1987年）
- 『M.S.G.』（1992年）

Mae Moore
- 『Oceanview Motel』（1990年）

メガデス
- 『破滅へのカウントダウン』（1992年）
- 『ユースアネイジア』（1994年）
- 『Cryptic Writings』（1997年）
- 『ワールド・ニーズ・ア・ヒーロー』（2001年）

Me Phi Me
- 『One』（1992年）

マイク・ポートノイ
- 『Drumming Nature』（2014年）

ネヴァーモア
- 『This Godless Endeavor』（2005年）

ナイト・レンジャー
- 『マン・イン・モーション』（1988年）

The Northern Pikes
- 『Snow in June』（1990年）

Oneside
- 『Oneside』（2006年）

Outlaws
- 『Soldiers of Fortune』（1986年）

The Parachute Club
- 『At the Feet of the Moon』（1984年）

Pod
- 『Headed for the Zeros』（1996年）

Prophet
- 『Cycle of the Moon』（1988年）

クイーンズライク
- 『Promised Land』（1994年）
- 『Hear in the Now Frontier』（1997年）
- 『Greatest Hits』（2000年）
- 『Sign of the Times: The Best of Queensrÿche』（2007年）
- 『American Soldier』（2009年）

クワイエット・ライオット
- 『QR III』（1986年）
- 『QR』（1988年）

Quill•Tolhurst
- 『So Rudely Interrupted』（2003年）

Red Rider
- 『Neruda』（1983年）

Rhythm Corps
- 『Common Ground』（1988年）

Rivers & Rust
- 『What a Waste』（2021年）

Robotman and Friends
- 『Straight from the Heart』（1985年）

Roger Clinton
- 『Nothing Good Comes Easy』（1994年）

Saga
- 『In Transit』（1982年）

Sister Whiskey
- 『Sister Whiskey (Liquor & Poker)』（1992年）

Skew Siskin
- 『Skew Siskin』（1992年）

スローター
- 『Stick It to Ya』（1990年）

ストレイ・キャッツ
- 『Choo Choo Hot Fish』（1994年）

スチールハート
- 『Tangled in Reins』（1992年）

Steve Plunkett
- 『My Attitude』（1991年）

The Storm
- 『The Storm』（1991年）

ストーン・サワー
- 『Come What(ever) May』（2006年）

スティクス
- 『Edge of the Century』（1990年）
- 『At the River's Edge: Live in St. Louis』（2002年）

スーパートランプ
- 『Some Things Never Change』（1997年）

サバイバー
- 『Too Hot to Sleep』（1988年）

テスラ
- 『Bust a Nut』（1994年）

Tiles
- 『Presents of Mind』（1999年）
- 『Window Dressing』（2004年）
- 『Fly Paper』（2008年）
- 『Pretending 2 Run』（2016年）

Tony Cassista
- 『Created On Various Infectious Diseases』（2020年）

Toronto
- 『Lookin' for Trouble』（1980年）

Travis Larson Band
- 『Burn Season』（2004年）

アンルーリー・チャイルド
- 『Unruly Child』（1992年）
- 『Reigning Frogs – The Box Set Collection』（2017年）

ユーライア・ヒープ
- 『Classic Heep: An Anthology』（1998年）

VersOver
- 『Hell's Inc.』（2018年）

Virgin Steele
- 『Noble Savage』（1985年）

ウォレント
- 『Cherry Pie』（1990年）

The Wayfaring Strangers
- 『This Train』（2003年）

ホワイトスネイク
- 『白蛇の紋章〜サーペンス・アルバス』（1987年）
- 『スリップ・オブ・ザ・タング』（1989年）
- 『グレイテスト・ヒッツ』（1994年）
- 『レストレス・ハート』（1997年）

ワールド・トレイド
- 『World Trade』（1989年）

Wrabit
- 『Tracks』（1982年）

Y&T
- 『Contagious』（1987年）

3ドアーズ・ダウン
- 『Time of My Life』（2011年）

21 Guns
- 『Salute』（1992年）

54-40
- 『Dear Dear』（1992年）

## ディスコグラフィ

### イアン・トーマス・バンド
- Delights（1975年）
- Calabash（1976年）
- Still Here（1978年）
- Glider（1979年）
- The Runner（1981年）

### 客演 / セッション
ルーク・ギブソン (Luke Gibson)
- Another Perfect Day（1972年）

ラッシュ
- 『西暦2112年』（1976年）
- 『パーマネント・ウェイヴス』（1980年）

ガーネット・フォード (Garnett Ford)
- Under The Influence...（1978年）

スプーンズ (Spoons)
- Stick Figure Neighbourhood（1981年）

タイルズ (Tiles)
- Window Dressing（2004年）
- Fly Paper（2008年）

レイ・マテリック (Ray Materick)
- Best Friend Overnight（2009年）

ジム・マッカーティ (Jim McCarty)
- Walking In The Wild Land（2018年）